# Wiesnerellaceae
Wiesnerellaceae é uma família de hepáticas pertencentes à ordem Marchantiales, classe Marchantiopsida.